# Metopina tumida
Metopina tumida är en tvåvingeart som beskrevs av Borgmeier 1969. Metopina tumida ingår i släktet Metopina och familjen puckelflugor. Inga underarter finns listade i Catalogue of Life.